# Eagle Eye
Eagle Eye – amerykański dreszczowiec z 2008 roku.

## Fabuła
Jerry Shaw (Shia LaBeouf) pracuje w punkcie ksero i dorabia sobie grając z kumplami w pokera na pieniądze. Od dłuższego czasu nie ma kontaktu z rodziną, dla której zawsze był gorszy od swojego brata bliźniaka – Ethana (Shia LaBeouf). Rachel Holloman (Michelle Monaghan) samotnie wychowuje synka – Sama. Jej mąż a ojciec chłopca nigdy nie kwapił się z pomocą i nie potrafi nawet zapamiętać daty urodzin swego syna. Nagle Jerry dowiaduje się o śmierci swego brata, którego tyle czasu nie widział. Potem wybierając pieniądze z bankomatu odkrywa, że znikąd na jego koncie jest 750 000 dolarów, a do jego mieszkania przychodzą paczki, których nie zamawiał – zawierające trucizny i broń. Shaw odbiera telefon od tajemniczej kobiety, która każe mu uciekać z mieszkania, ponieważ za 30 sekund wpadnie tam policja. Zszokowany Jerry zostaje aresztowany. Tymczasem ta sama kobieta dzwoni do Rachel grożąc, że jeśli pani Holloman nie wypełni rozkazów, jej syn, który jest w drodze na koncert do Waszyngtonu (gra na trąbce), zginie. Dwoje obcych sobie ludzi zostaje uwikłanych w zamach terrorystyczny i uznanych za wrogów publicznych numer jeden. Tymczasem muszą wykonywać polecenia tajemniczej kobiety, która zdaje się widzieć ich wszędzie i mieć nad nimi nieograniczoną władzę.

## Obsada
- Shia LaBeouf – Jerry/Ethan Shaw
- Michelle Monaghan – Rachel Holloman
- Rosario Dawson – Zoe Perez
- Michael Chiklis – sekretarz obrony Callister
- Anthony Mackie – major William Bowman
- Ethan Embry – agent Toby Grant
- Billy Bob Thornton – agent Thomas Morgan
- Anthony Azizi – Ranim Khalid
- Cameron Boyce – Sam Holloman
- Lynn Cohen – pani Wierzbowski
- Bill Smitrovich – admirał Thompson
- Charles Carroll – pan Miller
- William Sadler – William Shaw